# 尼曼新闻基金会
哈佛大学尼曼新闻基金会（英語：Nieman Foundation for Journalism）是哈佛大学的主要新闻机构。它成立于1938年，由密爾瓦基每日衛報创始人Lucius W. Nieman的遗孀 Agnes Wahl Nieman 捐赠 140 万美元而成立。她表示，其目标是“促进和提升美国的新闻标准，并教育那些特别有资格从事新闻工作的人”。它位于马萨诸塞州剑桥市的Walter Lippmann 故居。

## 计划项目
尼曼基金会最著名之处是它是尼曼研究员之家，他们是一群来自世界各地的记者，来到哈佛学习一年。从1959年起，许多著名的记者，摄影师，都曾是尼曼研究员，其中包括约翰·卡罗尔，德克斯特·菲尔金斯，苏珊·奥恩，罗伯特·卡罗，霍丁·卡特，迈克尔·柯克，亚历克斯·琼斯，安东尼·刘易斯，罗伯特·梅纳德，阿利斯特·斯帕克斯，斯坦利·福尔曼， Hedrick Smith 、 Lucia Annunziata 、 Jonathan Yardley 、 Philip Meyer 、 Howard Sochurek和Huy Duc 。它被认为是最负盛名的记者奖学金计划；尼曼研究员们共获得了 101 项普利策奖。
该基金会也是尼曼报告的所在地，这是一份关于新闻问题的季刊。该杂志已经出版了 60 多年。多年以来，截至 2009 年，该基金会赞助了一年一度的尼曼叙事新闻会议 ，这是同类会议中规模最大的一次，吸引了数百名作家、电影制作人和广播界人士来到波士顿。叙事计划现在包括一个面向研究员的写作研讨会和一个公共网站，尼曼故事板， 涵盖在媒体上讲故事的内容。 2004 年，该基金会推出了尼曼看门狗网站， 一个旨在鼓励新闻机构更积极地监督质疑权力的网站。2008 年，该基金会创建了尼曼新闻实验室，旨在研究可以支持高质量新闻的未来模式。

## 奖项
尼曼基金会设立了多个著名的文学或新闻奖项。它们包括与哥伦比亚大学新闻学院有关的三个奖项：
- J. Anthony Lukas 图书奖（10,000 美元，“表彰非虚构作品的极好例子，这些作品体现了文学风度、专注严肃研究和社会广泛关注的问题”）
- 马克·林顿历史奖（10,000 美元，授予“奖励给那些，最好地将智力或学术上的杰出与表达的恰到好处结合起来的书籍长度的历史著作，关于任何主题皆可”）
- J. Anthony Lukas 进步奖（30,000 美元，“每年颁发一次，以帮助完成重要的非虚构作品”）

尼曼基金会的其他奖项包括：
- 沃斯宾厄姆调查报道奖（20,000 美元，“表彰那些关于公共利益未得到充分服务的，具有国家意义的故事的调查报道”）
- IF Stone 新闻独立奖章（“授予一位记者，其作品体现了IF Stone 周刊的独立、正直、勇气和不知疲倦的精神”）
- 路易斯里昂新闻良心和诚信奖（“表彰个人、团体或机构在传播中表现出的良心和诚信”）
- 泰勒家族报纸公平奖（10,000 美元，“奖励报纸报道中的公平性”）

## 馆长
尼曼基金会的领导人被称为它的“馆长” —这一称号由艾格尼丝·瓦尔·尼曼 (Agnes Wahl Nieman) 去世后一直沿用至今，当时她的捐赠，被用于建立一个高质量新闻缩微电影途图书馆。基金会任命了八位馆长：
- 阿奇博尔德·麦克利什，1938–1939
- Louis M. Lyons （ 1939年尼曼研究员），1939–1964
- Dwight E. Sargent （1951年尼曼研究员），1964–1972
- James C. Thomson Jr. ，1972–1984
- 霍华德·西蒙斯（ 1959年尼曼研究员班），1984–1989
- Bill Kovach （1989年尼曼研究员），1989–2000
- Robert H. Giles （1966年尼曼研究员），2000 年 – 2011 年 6 月
- Ann Marie Lipinski （1990年尼曼研究员），2011 年 –